# Richburg (Carolina del Sud)
Richburg è un comune degli Stati Uniti d'America, situato in Carolina del Sud, nella Contea di Chester.